# Hirschstein (Marksuhl)
Der Hirschstein ist ein 463,3 m hoher Berg in Marksuhl (Gemeinde Gerstungen) im Wartburgkreis in Thüringen.
Der Hirschstein befindet sich 500 m südöstlich vom ehemaligen Jagdschloss Hohe Sonne am Rennsteig des Thüringer Waldes. Der Berg bietet einen Panoramablick auf den westlichen Thüringer Wald, die Rhön und den Frauenseer Forst sowie den historischen Landschaftspark von Schloss Wilhelmsthal.

## Geschichte
Der älteste überlieferte Name des Berges war „Bleckenstein“, jüngere Forstbeschreibungen erwähnen ihn 1557 als „Blickenstein“ und „Bleckgenstein“.  Diese Namen verweisen auf eine im südlichen Talgrund gelegene Wüstung Blickers – die 1292 und 1349 als Siedlungsort belegt ist. Der Stein (bzw. Felsen) über Blikers wird 1714 letztmals erwähnt und durch den Namen Hirschstein verdrängt, der erstmals 1704 verwendet wird.
1802 wird um Erlaubnis gebeten, am Hirschstein eine Bank um eine Eiche aufbauen zu dürfen, da der Aussichtspunkt als beliebtes Ausflugsziel genutzt wird. Dem Antrag wurde auch seitens der herzoglichen Schlossverwaltung von Wilhelmsthal (zuständig für diesen Teil des Landschaftsparks) zugestimmt. Johann Gottlieb Dietrich (1765–1850) wurde durch Vermittlung Goethes 1801 Hofgärtner von Schloss Wilhelmstal. Er war am Westhang des Hirschsteins um 1811 tätig und erschloss die dort befindliche Hochwaldgrotte durch einen Spazierweg mit Brücke und Treppen. Am Südhang wurden weitere Spazierwege errichtet, die man als „Prinzessinnensteig“ bezeichnet. Der weitläufige Schlosspark diente im 19. Jahrhundert als Sommersitz der Herzöge von Sachsen-Weimar-Eisenach und die Kinder der herzoglichen Familie verbrachten hier ihre Kindheit und Jugend mit Ausflügen und Studien in der Natur. An einer freiliegenden Felspartie hatten Ruhlaer (?) Bergleute die Initialen M und A in den Stein eingehauen – damit wollte man den Töchtern Marie und Augusta des Herzog Carl Friedrichs eine Freude bereiten.
Der als Prinzessinnensteig bekannte Wanderweg soll laut Gemeindeverwaltung Marksuhl als ein Zubringerweg zum Schloss Wilhelmsthal hergerichtet werden. Die Arbeiten umfassen das Anbringen von Handläufen und Ausbessern des Weges. Zudem wird noch ein Forstweg als zusätzlicher Zubringer zum Schloss Wilhelmsthal ausgebaut, hier sollen später Kutschen, Radler, Kinderwagen und elektrische Rollstühle vom Rennsteig zum Schloss Wilhelmsthal kreuzungsfrei und somit gefahrlos verkehren können.

## Forstgeschichte
Die Wiederaufforstung der zum Teil durch Waldweide und Schafhutung genutzten Hänge an der Ostflanke des Berges erfolgte auf Anraten der Eisenacher Forstbeamten. Gottlob König, der spätere Direktor der Großherzoglich-Sächsischen Forstlehranstalt in Eisenach hatte hier mit der Bepflanzung begonnen, seine Nachfolger schufen den heutigen Wald, der im Jahr 2011 vom Thüringischen Landesamt für Denkmalpflege als Kulturdenkmal ausgewiesen wurde.  Im Jahr 2012 wurde der Wartburgwald im  deutschlandweiten Wettbewerb um den Wald des Jahres auf den 2. Platz gewählt.
Unweit des Rennsteigs befindet sich auf dem Hirschstein eine von Thüringenforst betriebene Waldmessstation, die von der Revierförsterei Etterwinden beaufsichtigt wird.